# 圆叶杜茎山
圆叶杜茎山（学名：Maesa subrotunda）为紫金牛科杜茎山属下的一个种。

## 扩展阅读
- 維基物種上的相關：圆叶杜茎山